# Tomografia a impedenza elettrica

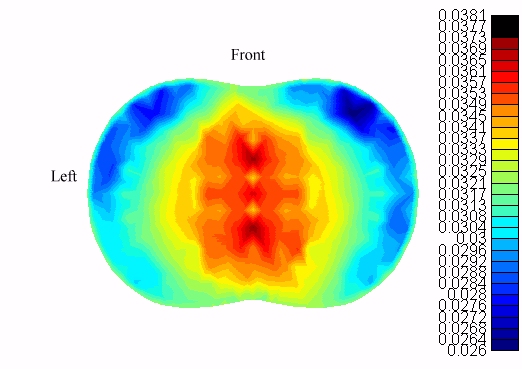
Immagine ad impedenza elettrica dei polmoni in una delle prime ricostruzioni

La tomografia a impedenza elettrica (EIT) è una tecnica di imaging medico nella quale una immagine della conduttività di una parte del corpo è analizzata tramite la misura delle correnti sulla superficie. Solitamente degli elettrodi conduttivi sono posti sulla pelle del soggetto ed una piccola corrente alternata è applicata ad alcuni o tutti gli elettrodi. I potenziali risultati vengono misurati, mentre il processo può essere ripetuto con differenti configurazioni di correnti applicate.
Le applicazioni di questa tecnica includono il monitoraggio della funzionalità polmonare, lo screening del cancro alla pelle e alla mammella e l'imaging cerebrale. Fino ad oggi tutte le applicazioni sono state considerate sperimentali.. 

Nel 2011 la prima apparecchiatura commerciale per EIT è stata introdotta a livello commerciale, per il monitoraggio della funzione polmonare per i pazienti in terapia intensiva.

## Storia
L'uso della tomografia ad impedenza elettrica (EIT) come tecnica per l'imaging medicale è attribuita a John G. Webster e ad una pubblicazione del 1978, sebbene la prima realizzazione pratica di una EIT in ambito medico risale al 1984 ed è documentata nel lavoro di David C. Barber e Brian H. Brown.
La formulazione matematica del problema è stata posta da Alberto Calderón, nella letteratura matematica, questa tipologia di problema (problema inverso) è spesso riferito come “Problema inverso di Calderon” o “Problema di Calderon”.
In geofisica una tecnica simile (chiamata tomografia a resistività elettrica) è implementata utilizzando degli elettrodi sulla superficie terrestre per localizzare anomalie nella resistività e, in processi industriali, degli array di elettrodi sono utilizzati per monitorare miscele di fluidi conduttivi all'interno dei tubi. Questo metodo è usato nell'imaging dei processi industriali per il monitoraggio di fluidi conduttivi. In questo contesto, la tecnica viene anche chiamata “tomografia a resistenza elettrica” (si noti la leggera differenza rispetto all'applicazione in geofisica).
Elettrodi di metallo sono generalmente in diretto contatto con il fluido, mentre l'elettronica utilizzata per la ricostruzione dell'immagine e il metodo di ricostruzione stesso, sono molto simili a quelli usati nel campo medicale. In geofisica questa tecnica è utilizzata dagli anni trenta.

## Teoria
In un tessuto biologico, la conduttività elettrica e la permittività variano al variare del tipo di tessuto, dipendendo principalmente dalla temperature e da fattori fisiologici. A titolo di esempio i polmoni sono meno conduttivi quando gli alveoli sono riempiti di aria. Nella tomografia ad impedenza elettrica, degli elettrodi adesivi sono applicati sulla pelle e una corrente elettrica alternata, ad una frequenza tra 10 e 100 kHz, tipicamente di pochi mA è applicata tra due o più elettrodi. Gli altri elettrodi vengono utilizzati per misurare il voltaggio risultante. Questa operazione viene ripetuta per numerosi “pattern di stimolazione” per esempio facendo susseguire immissione di corrente e lettura tra coppie successive di elettrodi.
Le correnti usate sono relativamente piccole e al di sotto del limite di stimolazione dei nervi. La frequenza è sufficientemente alta per evitare di causare effetti elettrolitici nel corpo e la potenza Ohmica dissipata è sufficientemente bassa e diffusa sulla superficie del corpo che il sistema di termoregolazione corporeo può facilmente controbilanciare l'effetto. 
La corrente è applicata utilizzando una fonte di corrente applicata tra coppie di elettrodi utilizzando un convertitore (da potenziale a corrente), controllando l'immissione tramite un convertitore da digitale ad analogico. Anche la misurazione può coinvolgere una singola misura di voltaggio o l'utilizzo di coppie di elettrodi.
I sistemi più recenti convertono il segnale alternato direttamente, effettuando la demodulazione digitalmente. Molti sistemi EIT sono capaci di lavorare a differenti frequenze e possono misurare contemporaneamente magnitudine e fase del voltaggio. 
I voltaggi misurati sono quindi elaborati da un computer che ricostruisce e visualizza l'immagine. In caso di immagini in tempo reale, un approccio è quello della regolarizzazione di Tichonov. A livello pratico, utilizzato principalmente nell'applicazione medicale, viene ricostruita una immagine differenziale. Un secondo approccio è quello della ricostruzione utilizzando il metodo degli elementi finiti e correggendo le conduttività (per esempio utilizzando una variante dell'algoritmo di Levenberg-Marquardt) per far corrispondere il tutto ai dati misurati. Questo approccio richiede una conoscenza accurata della forma del corpo analizzato e dell'esatta posizione degli elettrodi.
Il progetto open source EIDORS mette a disposizione una serie di programmi (scritti in Matlab / Octave) per la ricostruzione dei dati e la visualizzazione sotto licenza GNU/GPL.

## Imaging dei polmoni
L'EIT trova una delle sue migliori applicazioni nel monitoraggio dei polmoni, poiché l'aria ha una conduttività molto minore rispetto a tutti gli altri tessuti presenti nel torace e genera un elevato contrasto nelle proprietà elettriche del volume osservato.
L'applicazione clinica più promettente dell'EIT è per il monitoraggio della funzione respiratoria di pazienti in ventilazione meccanica. La ventilazione meccanica è infatti associata spesso a danno causato dal ventilatore (VILI – Ventilator-induced lung injury). L'EIT può mostrare i cambiamenti di distribuzione dei volumi polmonari tra regioni dipendenti e regioni non dipendenti, in contemporanea alla modifica effettuata sul ventilatore polmonare. In questo modo, l'EIT può essere utilizzato per impostare i parametri del ventilatore in maniera sicura, garantendo una ventilazione protettiva del polmone per ogni paziente. .
|  |  |

Le immagini sopra riguardano il gruppo di studio EIT alla Oxford Brookes University e mostrano un tentativo di un monitoraggio 3D del torace utilizzando il sistema EIT OXBACT3. L'immagine ricostruita è mediata nel tempo e mostra i polmoni come regioni a bassa conduttività. Anche utilizzando una forma del torace molto accurata, il risultato è una immagine distorta, risultato dell'uso di un algoritmo di ricostruzione solo a 2D. I risultati di uno studio simile sono stati pubblicati. .
La maggior parte degli studi su EIT si sono focalizzati sul monitoraggio della funzione regionale dei polmoni, utilizzando le informazioni risultati dall'analisi EIT funzionale (f-EIT). Ciò nonostante i valori assoluti di EIT (a-EIT) mostrano un alto potenziale di utilità nell'uso clinico per il monitoraggio polmonare, poiché questo approccio permetterebbe di distinguere tra condizioni di polmoni che sono il risultato di regioni con bassa resistività (p.e. emotorace, versamento pleurico, atelectasia ed edema polmonare) e quelle con alta resistività (p.e. pneumotorace, enfisema).
La ricostruzione dell'immagine tramite impedenza assoluta richiede la conoscenza esatta delle dimensioni, della forma del corpo e dell'ubicazione degli elettrodi, poiché dati non precisi porterebbero ad artefatti durante la fase di ricostruzione. Nonostante la presenza di studi pubblicati sugli aspetti della a-EIT, ad oggi quest'area di ricerca non ha ancora raggiunto livelli tali da poter essere utilizzata nella routine clinica.
D'altra parte, l'analisi funzionale dell'EIT permette la monitorizzazione dei cambi di impedenza relative che possono essere causati sia dalla ventilazione che dalle modifiche del volume polmonare di fine espirazione (EELV). Queste modifiche relative, vengono comparate ad un livello di base che tipicamente è definito come la distribuzione di impedenza intratoracica alla fine dell'espirazione.
Le immagini EIT funzionali possono essere generate in maniera continua e direttamente al posto letto. Queste caratteristiche rendono il monitoraggio della funzione polmonare particolarmente utile durante la terapia del paziente, in caso di necessità di aumento dell'ossigenazione o della eliminazione della CO2 e in tutti i casi in cui cambiamenti della terapia sono mirati a raggiungere una distribuzione dei gas più omogenea all'interno dei polmoni di un paziente ventilato meccanicamente. Il monitoraggio della funzionalità del polmone con l'EIT può mostrare i cambiamenti di distribuzione regionale dei volumi nel polmone (p.e. regioni dipendenti e non-dipendenti) non appena i parametri ventilatori vengono modificati sul ventilatore.

## Imaging del seno
L'EIT è stato studiato nel campo dell'imaging del seno come un metodo alternativo o complementare alla mammografia e alla risonanza magnetica per l'identificazione del cancro al seno. La bassa specificità della mammografia e della risonanza magnetica si traduce in un alto numero di falsi positivi, con alto stress per le pazienti e alti costi per le strutture ospedaliere. Questo in aggiunta alle preoccupazioni nell'uso di radiazioni per la mammografia e con la nefrotossicità del Gadolinium (il mezzo di contrasto utilizzato nella risonanza magnetica per lo screening del seno) , hanno spinto lo sviluppo di tecniche alternative allo screening.
La letteratura mostra che le proprietà elettriche tra tessuti del seno normali e maligni differiscono, mettendo la prima pietra per uno screening anti-cancro basato sulle proprietà elettriche dei tessuti.
L'apparecchiatura T-Scan è il risultato commerciale dello sviluppo della tecnica ad impedenza elettrica non tomografica che, è stato dimostrato, può aumentare la sensitività e la specificità se utilizzato allo screening mammografico. Un rapporto alla Food and Drug Administration statunitense descrive uno studio che ha coinvolto 504 soggetti dove la sensitività della mammografia era 82%, con un 62% per il T-Scan da solo e dell'88% per i due sistemi combinati. La specificità è stata del 39% per la mammografia, 47% per T-Scan e il 51% per i due sistemi combinati.
Diversi gruppi di ricerca nel mondo stanno sviluppando queste tecnica.

## Imaging cerebrale
L'EIT è stato indicato anche come la base per il monitoraggio cerebrale, per monitoraggio e diagnosi di ischemia cerebrale, emorragia cerebrale, epilessia, insieme alla ricerca riguardante la normale attività cerebrale e di attività neuronale.
In questo campo, l'EIT è utilizzato applicando correnti a bassa frequenza sul cranio, nell'ordine dei 100 Hz. A queste frequenze, le correnti applicate entrano nello spazio intracellulare dei neuroni. Quando un neurone attiva una polarizzazione, la resistenza della sua membrana si riduce di un fattore 80. Quando questo accade per un ampio numero di neuroni, la resistività cambia tra lo 0,06 e l'1,7% circa. Questa modifica in resistività permette di identificare l'attività neuronale su un ampio numero di neuroni e in questo modo l'immagine tomografica permette di identificare l'attività neurale del cervello.
Sfortunatamente, anche se questi cambiamenti possono essere identificati, “essi sono troppo piccolo per poter ricostruire una immagine corretta” L'utilizzo di questa tecnica nel futuro dipenderà dalla capacità di incrementare la qualità del segnale o della registrazione del segnale.

## Sistemi presenti in commercio
Sebbene i sistemi EIT non sono utilizzati in maniera diffusa, diversi produttori di apparecchiature medicali hanno a disposizione dei sistemi, ad uso commerciale, che sono il risultato dello sviluppo dei gruppi di ricerca. 
Il primo sistema è stato prodotto da Maltro International  che distribuisce un sistema Sheffield Mark 3.5.
Altri produttori includono Dräger Medical , CareFusion , aziende specializzate nella ventilazione meccanica che distribuiscono sistemi “Goe MF II”, sviluppato sulla base del lavoro dell'Università di Gottingen.
Impedance Medical Technologies  che produce un sistema basato sul lavoro del Research Institute of Radioengineering and Electronics of the Russian Academy of Science  con base a Mosca, specializzato in prevenzione del cancro alla mammella.
Questi sistemi sono di solito rispondenti alle caratteristiche di sicurezza relative alle apparecchiature mediche e vengono utilizzati solitamente da gruppi di ricerca in ospedale, specialmente in terapia intensiva per monitorizzare la ventilazione meccanica.
Il primo sistema EIT per il monitoraggio della funzionalità polmonare pensato per l'utilizzo in routine clinica è stato reso disponibile da Dräger Medical nel 2011 con il nome di PulmoVista 500.